# Juan San Martín
Juan Manuel San Martín da Costa est un footballeur uruguayen né le 20 janvier 1994 à Rivera. Il évolue au poste d'attaquant à Peñarol.

## Palmarès

### En équipe nationale
- Équipe d'Uruguay des moins de 17 ans
  - Deuxième du Championnat des moins de 17 ans de la CONMEBOL en 2011
  - Finaliste de la Coupe du monde des moins de 17 ans en 2011